# ليفوساير (فلم)
ليفوساير هو فيلم مناهض للحرب من إخراج فولكر شلوندورف وأصدر عالمياً في 1981. إنتاج دولي مشترك، كان تكيفاً لرواية نيكولاس بورن من نفس الاسم، الذي ظهر في 1979. يتبع الفيلم صحفي ألماني يُرسل إلى بيروت لتقرير بشأن الحرب الأهلية اللبنانية، التي بدأت في 1975.

## طاقم التمثيل
- برونو غانز
- هانا شيجولا
- جيرزي سكوليموفسكي
- جين كارميت
- Gila von Weitershausen
- خالد السيد - ضابط تدريجي (غير مدرج)

## وصلات خارجية
- ليفوساير على موقع IMDb (الإنجليزية)
- ليفوساير على موقع روتن توميتوز (الإنجليزية)
- ليفوساير على موقع نتفليكس (الإنجليزية)
- ليفوساير على موقع ألو سيني (الفرنسية)
- ليفوساير على موقع Turner Classic Movies (الإنجليزية)
- ليفوساير على موقع أول موفي (الإنجليزية)
- ليفوساير على موقع فيلمافينيتي (الإسبانية)
- ليفوساير على موقع قاعدة بيانات الأفلام السويدية (السويدية)
- ليفوساير على موقع قاعدة بيانات الفيلم (الإنجليزية)
- ليفوساير على موقع ليتربوكسد (الإنجليزية)
- The Culturist on "Die Fälschung"